# Еббівілл (Алабама)
Еббівілл (англ. Abbeville) — місто (англ. city) в США, в окрузі Генрі штату Алабама. Населення — 2358 осіб (2020).

## Географія
Еббівілл розташований за координатами 31°33′51″ пн. ш. 85°15′35″ зх. д. / 31.56417° пн. ш. 85.25972° зх. д. (31.564216, -85.259634).  За даними Бюро перепису населення США в 2010 році місто мало площу 40,36 км², з яких 40,26 км² — суходіл та 0,11 км² — водойми.

## Історія
Задовго до того, як колонізатори прийшли в регіон Ваєграс (англ. Wiregrass), тут оселилися індіанські народи — кріки та семіноли. Індіанці з племені Мискокі, яке тут жило були прекрасними фермерами. Вони жили біля струмків і потоків, яких тут багато. Мискокі розробили безліч рецептів на основі місцевої кухні, такі як суп з горіху гікорі, смажені дикі качки та хліб з кукурудзяного борошна.
У 1859 році молодий Вільям Кальвін Оутс, майбутній губернатор штату Алабама, заснував свою юридичну практику в Еббівіллі. Після Громадянської війни, Оутс, хоч і втратив праву руку в бою, повернувся в Еббівілл та відновив свою юридичну кар'єру. У листопаді 1894 він був обраний губернатором після відбування семи послідовних каденцій у Палаті представників США.

## Демографія

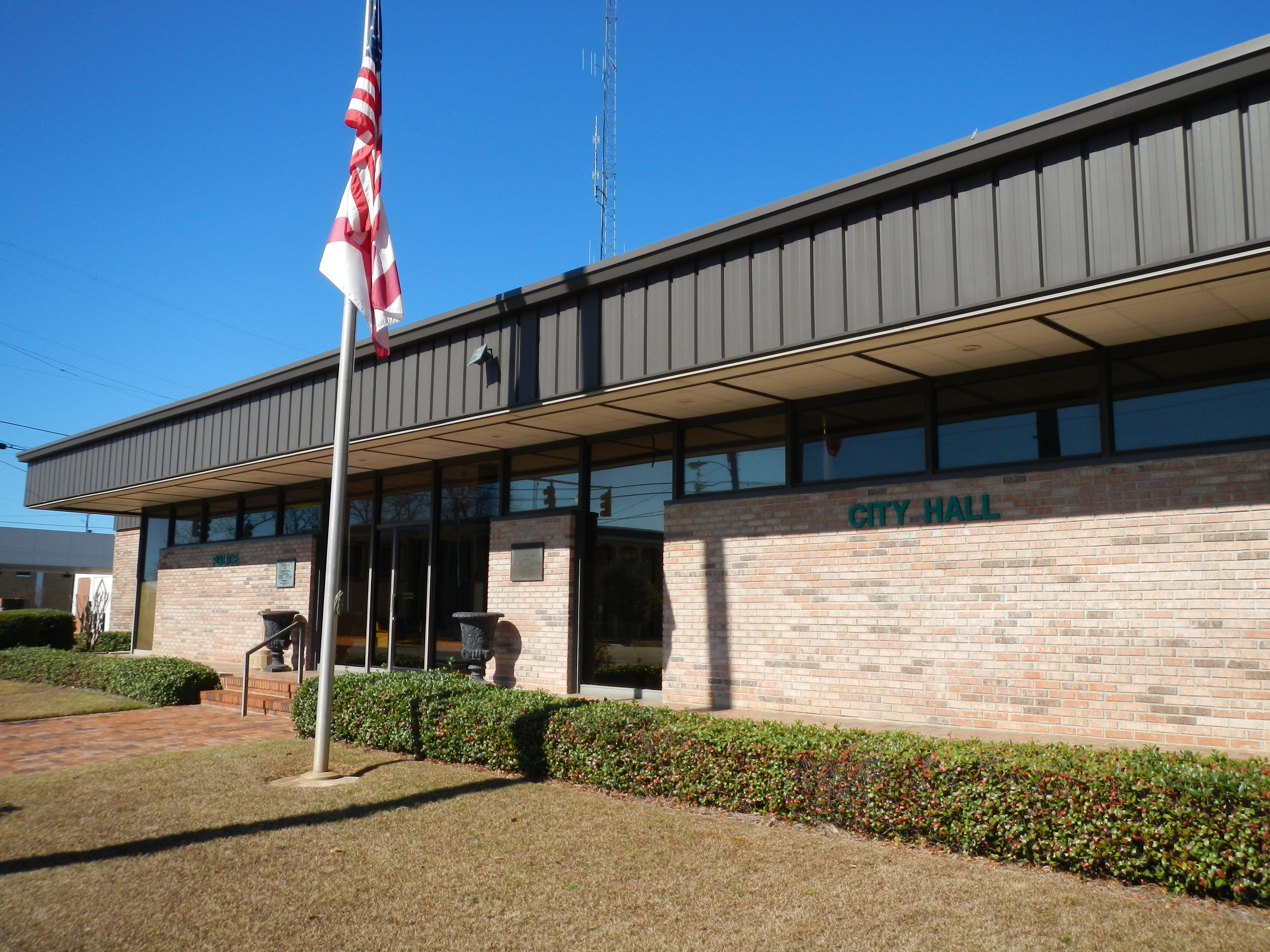
Еббівілльська мерія та поліцейський відділок

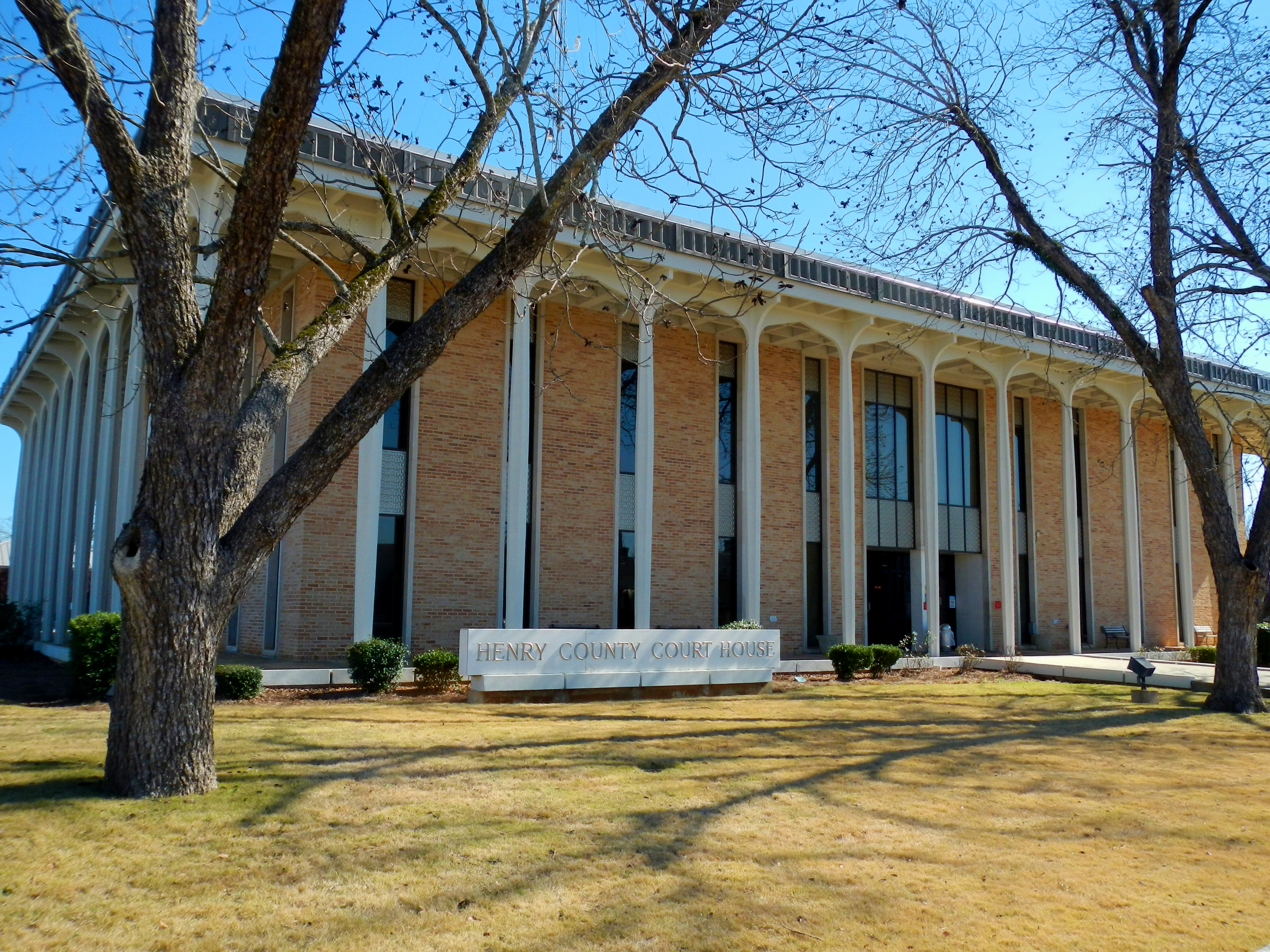
Будівля суду огругу Генрі, розташована в Еббевіллі

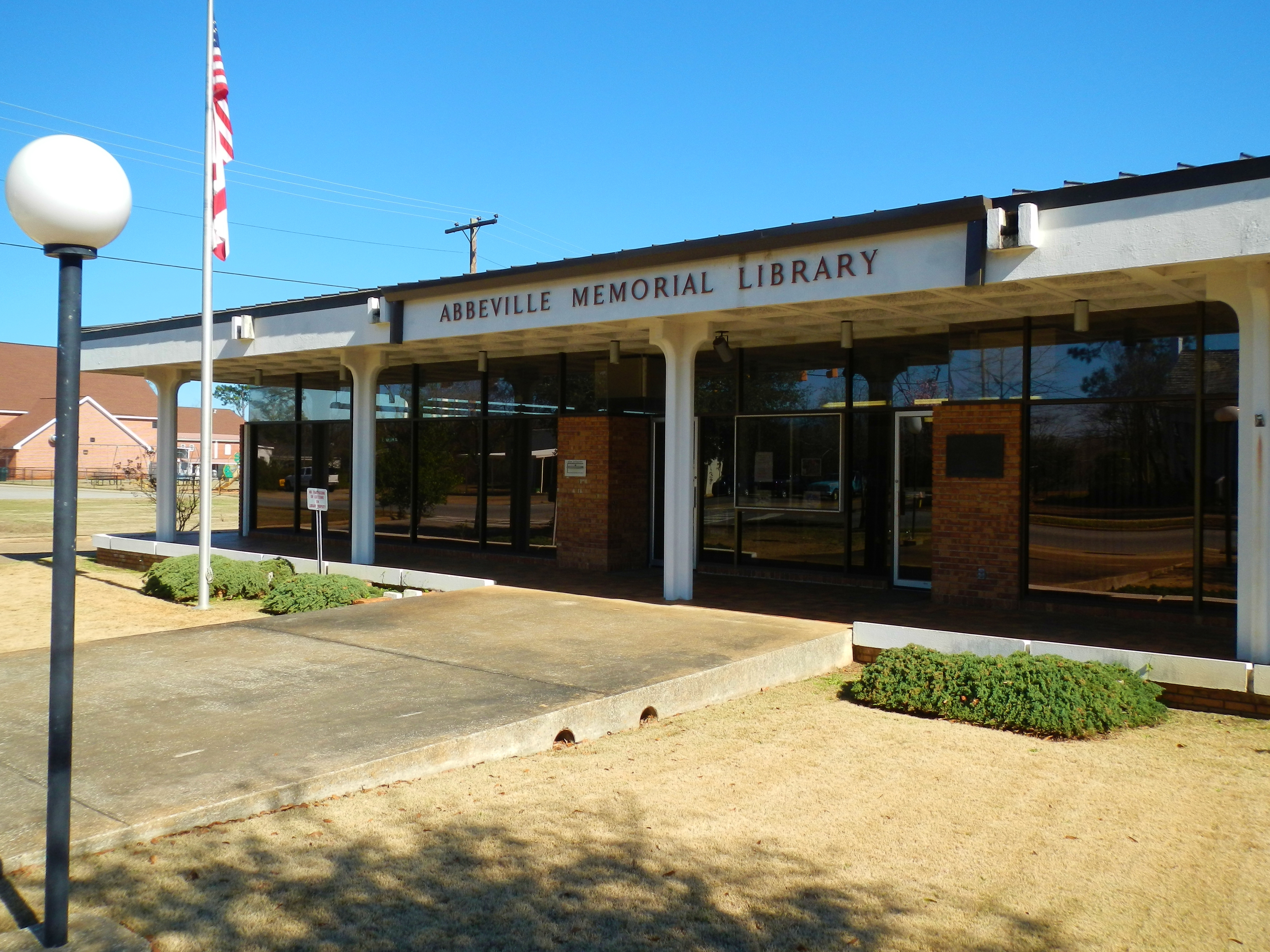
Меморіальна бібліотека

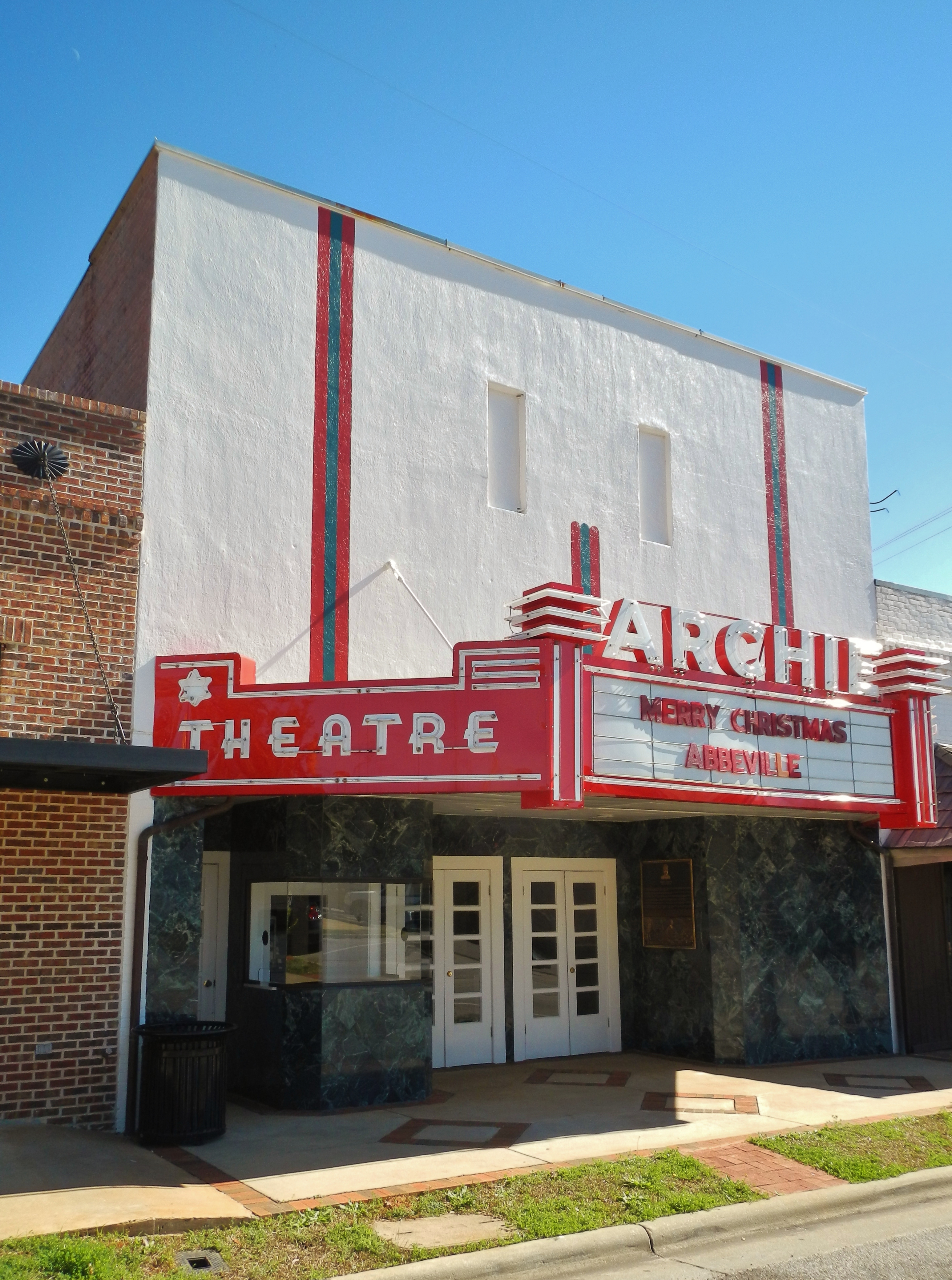
Театр

Згідно з переписом 2010 року, у місті мешкало 2688 осіб у 1077 домогосподарствах у складі 699 родин. Густота населення становила 67 осіб/км².  Було 1255 помешкань (31/км²).
Расовий склад населення:
| - 54,4 % — білих - 41,4 % — чорних або афроамериканців - 1,0 % — азіатів - 0,1 % — корінних американців - 2,0 % — осіб інших рас |

До двох чи більше рас належало 1,2 %. Частка іспаномовних становила 3,1 % від усіх жителів.
За віковим діапазоном населення розподілялося таким чином: 22,0 % — особи молодші 18 років, 54,3 % — особи у віці 18—64 років, 23,7 % — особи у віці 65 років та старші. Медіана віку мешканця становила 44,3 року. На 100 осіб жіночої статі у місті припадало 85,1 чоловіків;  на 100 жінок у віці від 18 років та старших — 81,1 чоловіків також старших 18 років.
Середній дохід на одне домашнє господарство  становив 44 246 доларів США (медіана — 25 615), а середній дохід на одну сім'ю — 50 280 доларів (медіана — 40 991). Медіана доходів становила 46 667 доларів для чоловіків та 22 279 доларів для жінок. За межею бідності перебувало 29,1 % осіб, у тому числі 44,4 % дітей у віці до 18 років та 16,5 % осіб у віці 65 років та старших.
Цивільне працевлаштоване населення становило 726 осіб. Основні галузі зайнятості: освіта, охорона здоров'я та соціальна допомога — 28,4 %, виробництво — 20,5 %, роздрібна торгівля — 15,4 %.